# Danjong de Joseon
Danjong de Joseon (9 de agosto de 1441 - 7 de noviembre de 1457, reinó entre 1452 – 1455) fue el sexto rey de la Dinastía Joseon. Fue forzado a abdicar por su tío, quien se convirtió en Sejo de Joseon, y fue exiliado a Yeongwol donde más tarde fue asesinado y sus restos fueron enterrados.

## Biografía
El día después de su nacimiento, su madre, la Reina Hyundeok (1418 - 1441), murió de complicaciones en el parto.
El Rey Danjong sucedió a su padre, Munjong de Joseon, a la edad de 12 años. Como era demasiado joven para gobernar, el gobierno del reino era manejado por el premier, Hwangbo In, y su vice-premier, el General Kim Jong-seo.
En 1453, este gobierno fue derrocado por un golpe dirigido por el tío del rey, Sejo de Joseon, quién persuadió a un número de eruditos y funcionarios, quienes había servido en la corte de Sejong el Grande de apoyar su reclamación al trono. Hwangbo In y Kim Jong-seo fueron tomados prisioneros y asesinados delante de la puerta de Gyeongbokgung; en 1455 Danjong fue obligado a abdicar y fue exiliado a Yeongwol.
El año siguiente, seis oficiales de la corte intentaron restaurar el poder de Danjong, pero su complot fue descubierto y fueron ejecutados inmediatamente. Percibiendo que esta amenaza seguiría presente en su reino, Sejo entonces aceptó el consejo de la corte y ordenó que Danjong fuera dispuesto. En 1457, este fue asesinado en su casa donde estaba exiliado.
Danjong había sido despojado de su título cuando lo exiliaron, por lo que era llamado "Príncipe Nosan" (노산군). En el reinado del Rey Sukjong, los historiadores de su corte propusieron que su título fuera restaurado, y en 1698, el degradado Príncipe Nosan se le restauró póstumamente su nombre  "Danjong", y después como el Rey Danjong.

## Familia
- Padre: Rey Munjong de Joseon (15 de noviembre de 1414 - 1 de junio de 1452) (조선 문종)
  - Abuelo: Rey Sejong de Joseon (15 de mayo de 1397 - 8 de abril de 1450) (세종)
  - Abuela: Reina Soheon del Cheongsong Shim clan (12 de octubre de 1395 – 19 de abril de 1446) (소헌왕후 심씨)
- Madre: Reina Hyeondeok del Andong Kwon clan (17 de abril de 1418 – 10 de agosto de 1441) (현덕왕후 권씨)
  - Abuelo: Kwon Jeon (1371 - 18 de noviembre de 1441) (권전)
  - Abuela: Dama Choi del Haeju Choi clan (? - 1456) (해주 최씨)
- Hermana: Princesa Gyeonghye (1436 – 30 de diciembre de 1473) (경혜공주)
- Consortes y sus temas respectivos:

1. Reina Jeongsun del Yeosan Song clan (1440 - 7 de julio de 1521) (정순왕후 송씨)[2][3][4][5]
2. Consorte Suk-ui del Sangsan Kim clan (1440 - febrero de 1525) (숙의 김씨)
3. Consorte Suk-ui del Andong Kwon clan (? - 1519) (숙의 권씨)

## Su nombre póstumo completo
- Rey Danjong Gongeui Onmun Sunjeong Anjang Gyungsun Donhyo el Grande de Corea
- 단종공의온문순정안장경순돈효대왕
- 端宗恭懿溫文純定安莊景順敦孝大王